# Klaus Stichweh
Klaus Stichweh (* 1936 in Hannover) ist ein deutscher Philosoph und Musikwissenschaftler, Autor und Herausgeber sowie Forscher zur Philosophie und Ästhetik in Frankreich. Er lebt und arbeitet vornehmlich in Paris.

## Leben
Klaus Stichweh wurde 1936 in Hannover geboren als Sohn des Stichweh-Unternehmers und Kunstmäzens Wilhelm Stichweh. Unter dem Einfluss seines Vaters, der Bauhaus-Architektur nach Hannover holte und sich in der Kestnergesellschaft engagierte, studierte Klaus Stichweh Philosophie – vor allem unter Hans-Georg Gadamer – sowie Musikwissenschaft in drei verschiedenen Ländern.
1980 veranstaltete Klaus Stichweh in Heidelberg im Kurpfälzischen Museum die erste Einzelausstellung über den Zeichner Johann Sebastian Bach, einen Enkel des gleichnamigen Komponisten. Im Folgejahr war er ab 1981 Herausgeber des ersten Bandes der neunteiligen Reihe über Karl Löwith. Sämtliche Schriften.
Nach „[...] Wanderjahren“ ließ sich Stichweh in Paris nieder, wo er für das Centre national de la recherche scientifique im Bereich Philosophie und Ästhetik forscht. Daneben schreibt der Autor, der auch vom Wallstein Verlag verlegt wird, Gelegenheitstexte, vor allem für die Programme des französischen Komponisten, Dirigenten und Musiktheoretikers Pierre Boulez für und mit dem Ensemble intercontemporain.

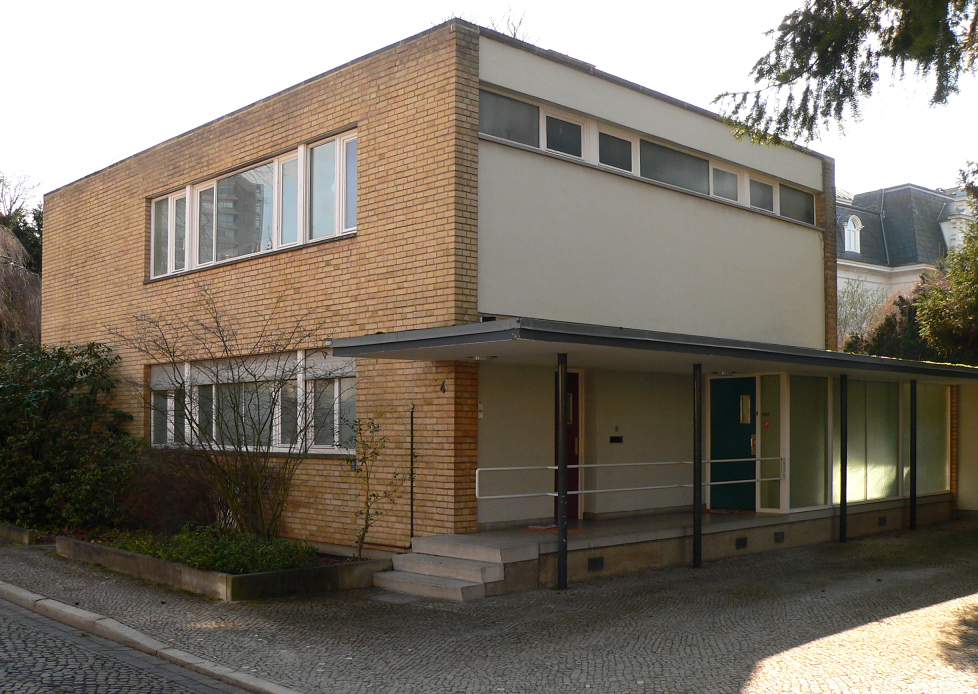
Das 1952 bis 1953 von Walter Gropius für Wilhelm Stichweh errichtete Stichweh-Wohnhaus in Hannover vermietete die Familie an den BDA

Aus Anlass des 60-jährigen Bestehens des Stichweh-Wohnhauses besuchte Klaus Stichweh am 28. Juni 2013 seine Heimatstadt Hannover, um auf Einladung des Bundes Deutscher Architekten gemeinsam mit dem Bauhistoriker Sid Auffarth vor Publikum über die frühe Zeit des von Walter Gropius errichteten Hauses, das sich noch im Besitz der Stichweh-Familie befindet und an den BDA vermietet ist, zu berichten.

## Schriften (Auswahl)
- mit Sigrid Wechssler (Bearb.): Der Zeichner Johann Sebastian Bach und sein Umkreis. Katalog zur Ausstellung des Kurpfälzischen Museums Heidelberg zur V. Heidelberger Bachwoche vom 4. Juni – 29. Juni 1980. Kurpfälzisches Museum, Heidelberg 1980, DNB 810294710.
- als Hrsg.: Karl Löwith. Sämtliche Schriften.
  - Band 1.: Mensch und Menschenwelt. Beiträge zur Anthropologie. Metzler Verlag, Stuttgart 1981, ISBN 3-476-00434-1.
- Von Hegel zu Nietzsche. Der revolutionäre Bruch im Denken des 19. Jahrhunderts. 9., unveränderte Auflage. mit ergänzter Gesamtbibliographie Karl Löwiths. Meiner, Hamburg 1986, ISBN 3-7873-0710-9.
- Henri Pousseur: Die Apotheose Rameaus. Versuch zum Problem der Harmonik (= L' apothéose de Rameau) (= Texte zur Forschung. Band 52). Aus dem Französischen übersetzt, mit Anmerkungen und einem Nachwort von Klaus Stichweh. Wissenschaftliche Buchgesellschaft, Darmstadt 1987, ISBN 3-534-06488-7.
- mit Ulrich von Bülow (Hrsg.): Von Rom nach Sendai. Von Japan nach Amerika ... Reisetagebuch 1936 und 1941. Karl Löwith (= Marbacher Bibliothek. Band 4), mit einem Essay von Adolf Muschg. Deutsche Schillergesellschaft, Marbach 2001, ISBN 3-933679-64-8.